# SEAMO
SEAMO（シーモ、1975年（昭和50年）10月31日 - ）は、日本のラッパー、シンガーソングライター。血液型はA型。本名は高田 尚輝（たかだ なおき）。所属事務所はtearbridge production。
愛知県一宮市出身。名城大学附属高等学校、愛知学院大学文学部宗教学科卒業。

## 概要
以前はシーモネーター&DJ TAKI-SHIT（『行け!!南国アイスホッケー部』（久米田康治著）に登場する下ネタとターミネーターを組み合わせたキャラクターから）というグループで、ライブでは海パンに天狗のお面を着けるというギャグを交えたラッパーとして活動していた。2003年（平成15年）にはNHKの『POP JAM』に出演し、「浪漫ストリーム」をパフォーマンスした。
愛称は「塾長」。なお、シーモネーターだったころも、一部のラッパーから「シーモ」と呼ばれていた。
メジャーデビューから約1年後のある日、レコード会社から突然の契約解除を通告され、グループは解散、解散後は一時引退も考えたが、再デビューを目指して1年近く地道な売り込み活動を続けた。その結果、今のレコード会社と契約し「SEAMO」に改名した。（「『シーモネーターとしての活動はやりつくした』ということでレコード会社移籍を期にSEAMOに改名した」とあるが、実際は一度レコード会社をクビになっている）自身の原点であるストロングスタイルは『ダンス甲子園』に出演していた山本太郎が影響している。ちなみに、SEAMOに改名後もライブ等では“伝説の男”としてシーモネータースタイル、つまりストロングスタイルでパフォーマンスをしている。
2005年（平成17年）3月にシングル「関白」でメジャー再デビューを果たし、 2006年（平成18年）はシングル「マタアイマショウ」・「ルパン・ザ・ファイヤー」のヒットで、この年のNHK紅白歌合戦に初出場を果たした。
セカンド・アルバム『Live Goes On』が2006年（平成18年）10月2日付オリコン週間アルバムチャートで初登場1位を獲得した。
「マタアイマショウ」～「Continue」までのシングル（リカットシングルの「Honey Honey feat. AYUSE KOZUE」を除く）全てにおいて、オリコン* デイリーシングルチャートの最高位でトップ10にランクインし、2008年（平成20年）5月7日発売の「MOTHER」は自身のシングル最高となるウィークリーチャート初登場5位を記録した。
2008年（平成20年）、NEWSにHappy Birthdayを楽曲提供した。なお、SEAMOにとってはジャニーズ事務所所属のアーティストへの楽曲提供は初である（のちに自らも「LOVE SONG COLLECTION」でセルフカバー）。また同年10月15日発売の「Continue」は、読売テレビ・日本テレビ系スペシャルドラマ「夢をかなえるゾウ」の主題歌に起用された。
2012年（平成24年）10月17日には、ロックバンドSPYAIRとのコラボシングル「ROCK THIS WAY」をリリース。SEAMOがSPYAIR主催のライブに出演したのがきっかけとなり、コラボとなった。
同郷のHOME MADE 家族・Nobodyknows+ ・AZUやギャングスタラップ風日本語ラップの"E"qualとは現在も交流があり、以前はTOKONA-Xとも親交があった。特に後輩でもあるHOME MADE 家族にはシーモネーター時代から「てんぐの兄貴」と呼ばれている。シーモネーターとして活動していたころに、愛知県を中心に展開する弁当チェーン「ベントマン」にCMソングを提供している。スポーツは名古屋を本拠地とする中日ドラゴンズのファン。
趣味は競馬で、最も好きな馬は笠松競馬場から中央競馬に移籍して大レースで好勝負を繰り広げたオグリキャップだという。自身で一口馬主としても出資しており、現役ではラウダシオン(2020年NHKマイルカップ)、ルフトシュトローム(2020年ニュージーランドトロフィー)、ルーカス(2017年東京スポーツ杯2歳S2着、GI6勝馬モーリスの全弟)、過去にはエピカリス(2017年UAEダービー2着)、ウインガニオン(2017年中京記念)、タッチングスピーチ(2015年ローズステークス)、ダービーフィズ(2015年函館記念)、レッドアリオン(2015年マイラーズカップ)などに出資している。その延長で地方競馬の馬主資格も取得している。
自身の経験を基にした書籍を出版したり、ナガシマスパーランドでの夏フェス「TOKAI SUMMIT」を発起するなどの活動を行っている。

## エピソード
- BENNIE KのLIVEでは「天狗 VS 弁慶 feat.シーモネーター」の曲の時に、素っ裸の下半身に天狗のお面をつけた姿でラップ参加する。毎回アドリブで下ネタを挟んでくる。
- 2006年の第57回NHK紅白歌合戦では細川たかしが歌詞を忘れる等のアクシデントが続発し、初出場のSEAMOも背景の映像が機械の故障で出ないというトラブルに見舞われた。それでも無事に歌い切り、「クラブで何度もアクシデントに遭っているので大丈夫」とコメントした。
- 2008年にNEWSとMUSIC STATIONで共演。その時にオファーを受けたことが、Happy Birthday (NEWSの曲)の楽曲提供につながった。
- 上述のナゴヤドームでの始球式の際、中日ドラゴンズの澤井道久（打席に入る時の音楽に『Champion Road』を使用）から「いつもクルマの中で聞いています。サインを下さい」と声を掛けられ大変感激したという（沢井が中日の選手として初めてSEAMOの楽曲を採用したことにも感激していた。また試合出場予定のなかった朝倉健太や長峰昌司らとベンチ裏で記念撮影をしている（以上は中日スポーツの記事より）。始球式の後はCBCテレビの野球中継の副音声放送でつボイノリオと共演し、「エロ音声」と銘打った中継を行なった。なお、二人ともオールナイトニッポンのDJ経験者だが偶然にも放送時間帯はともに「金曜2部」（土曜朝3時）からだった。（SEAMOはシーモネーター名義でDJ TAKI-SHITとの共演、番組名はオールナイトニッポンRだった）
- 東京タワーに登った際、大展望台の1階のガラス張りの床から下をまともに見られなかったほどの、高所恐怖癖である。そのためジェットコースターも苦手である（「Live Goes On」収録の「Rhyme Jet Coaster」の中で暴露）。
- シーモネーターとしての活動末期の頃からパチスロにはまり、一時はスロプロとして生計を立てていたという。本人によれば『北斗の拳』（サミー）のバトルボーナス継続回数は最高46回。また「マタアイマショウ」のCD発売当日も仕事が夕方からのラジオ出演のみだったため、朝からパチンコホールの開店待ち行列に並んでいたほど[16]。そのせいもあって、曲の歌詞の中にパチスロの機種名が登場したこともある（「Live Goes On」収録の「Mr.Girl Hunter」の中に『押忍!番長』が登場するなど）。
- シーモネーターとしてNHKのポップジャムに一度出演した際にはジャンプスーツを使用した。
- グラビアアイドル好きで細かい動向をチェックしているらしく、2007年5月放送のフジテレビ系「魁!音楽番付」に出演した際、対談インタビュー相手の元競馬キャスター杉本清を相手に「お気に入りのグラビアアイドル」として白鳥百合子の名前を挙げている。また同番組中には「グラビアアイドル、サラブレッド、スポーツカーはSEAMOの3大セクシー」とも発言している。
- 好きなマンガは『北斗の拳』『魁!!男塾』『男樹』『天地を喰らう』『サラリーマン金太郎』『クロカン』。
- 好きな映画は『アンドリュ－』『アビス』『ターミネーター』『セントオブウーマン』『HERO北斗の拳』。

## ディスコグラフィー
シーモネーター&DJ TAKI-SHIT名義での作品はシーモネーター&DJ TAKI-SHITを参照されたい。

### シングル
| 枚   | リリース日     | タイトル                           | 週間最高位 | 型番                                                                                                   |
| ---- | -------------- | ---------------------------------- | ---------- | --- |
| 1st  | 2005年3月23日  | 関白                               | 50位       | <BVCR-19644>                                                                                           |
| 2nd  | 2005年7月13日  | DRIVE                              | 58位       | <BVCR-19650>                                                                                           |
| 3rd  | 2005年10月12日 | a love story / SEAMO with BENNIE K | 14位       | <BVCR-19956>                                                                                           |
| 4th  | 2006年4月5日   | マタアイマショウ                   | 14位       | 初回限定盤：<BVCR-19964/5> 通常盤：<BVCR-19966>                                                        |
| 5th  | 2006年7月26日  | ルパン・ザ・ファイヤー             | 9位        | 初回限定盤：<BVCR-19979/80> 通常盤：<BVCR-19976>                                                       |
| 6th  | 2007年4月18日  | Cry Baby                           | 6位        | アニメジャケット初回生産限定盤：<BVCR-19995> DVD付初回生産限定盤：<BVCR-19989/90> 通常盤：<BVCR-19988> |
| 7th  | 2007年7月25日  | Fly Away                           | 8位        | DVD付初回生産限定盤：<BVCR-19094/5 通常盤：<BVCR-19093>                                                |
| 8th  | 2007年9月26日  | 軌跡                               | 10位       | DVD付初回生産限定盤：<BVCR-19102/3> 通常盤：<BVCR-19101>                                               |
| 9th  | 2008年5月7日   | MOTHER                             | 5位        | DVD付初回生産限定盤：<BVCR-19119/20> ギフトパッケージ限定盤：<BVCR-19124> 通常盤：<BVCR-19118>         |
| 10th | 2008年6月18日  | Honey Honey feat. AYUSE KOZUE      | 19位       | <BVCR-19736>                                                                                           |
| 11th | 2008年10月15日 | Continue                           | 11位       | DVD付初回生産限定盤：<BVCR-19134/5> 通常盤：<BVCR-19133>                                               |
| 12th | 2009年8月19日  | My ANSWER/不景気なんてぶっとばせ!! | 19位       | DVD付初回生産限定盤：<BVCL-16/7> 通常盤：<BVCL-18>                                                     |
| 13th | 2010年2月17日  | 終わりと始まり/Lost Boy            | 25位       | DVD付初回生産限定盤：<BVCL-65/6> 通常盤：<BVCL-167>                                                    |
| 14th | 2010年8月4日   | 海へいこう                         | 42位       | <BVCL-116>                                                                                             |
| 15th | 2011年4月6日   | 約束                               | 36位       | <BVCL-200>                                                                                             |
| 16th | 2012年6月6日   | 君に1日1回「好き」と言う           | 58位       | DVD付初回限定盤：<UPCH-9755> 通常盤：<UPCH-5755>                                                       |
| 17th | 2012年8月8日   | 汚れた翼で                         | 79位       | DVD付初回限定盤：<UPCH-9762> 通常盤：<UPCH-5760>                                                       |
| 18th | 2012年10月17日 | ROCK THIS WAY / SEAMO×SPYAIR       | 39位       | DVD付初回限定盤：<UPCH-9786> 通常盤：<UPCH-5773>                                                       |

#### 配信限定シングル
| 枚 | リリース日     | タイトル                                                                     | 備考                         |
| -- | -------------- | ---------------------------------------------------------------------------- | ---------------------------- |
|    | 2009年9月23日  | キミヲワスレナイ feat. AYUSE KOZUE                                           | 配信限定デジタルシングル     |
|    | 2011年8月31日  | HOLD MY HAND / HOME MADE 家族, nobodyknows+, SEAMO                           | 配信限定チャリティーシングル |
|    | 2019年9月6日   | 大人になりました                                                             |                              |
|    | 2019年9月13日  | Wave Your Flag / SEAMO, CRYSTAL BOY, KURO, Socks                             |                              |
|    | 2019年9月20日  | アンビリーバブル                                                             |                              |
|    | 2019年10月4日  | 終わり良ければ全て良し                                                       |                              |
|    | 2019年12月18日 | マタアイマショウ Hybrid Mixture Remix                                        |                              |
|    | 2022年12月14日 | 紡ぐ                                                                         |                              |
|    | 2022年12月14日 | エアハグ                                                                     |                              |
|    | 2023年10月2日  | ZIPANG / SEAMO, Crystal Boy, KURO, SOCKS, Kouji Muraya, IKE, hibiki from lol | ZIP-FM開局30周年記念曲       |

### アルバム

#### オリジナル・アルバム
| 枚   | リリース日                             | タイトル          | 最高順位 | 型番                                            |
| ---- | -------------------------------------- | ----------------- | -------- | ----------------------------------------------- |
| 1st  | 2005年10月26日 2007年9月26日（再発盤） | Get Back On Stage | 27位     | 通常盤：<BVCR-11072> 再発盤：<BVCR-17059>       |
| 2nd  | 2006年9月20日                          | Live Goes On      | 1位      | 初回限定盤：<BVCR-18081/2> 通常盤：<BVCR-11092> |
| 3rd  | 2007年10月31日                         | Round About       | 2位      | 初回限定盤：<BVCR-18106/7> 通常盤：<BVCR-14039> |
| 4th  | 2008年11月26日                         | SCRAP & BUILD     | 10位     | 初回限定盤：<BVCR-18160/1> 通常盤：<BVCR-14046> |
| 5th  | 2011年4月27日                          | messenger         | 23位     | 初回限定盤：<BVCR-205/6> 通常盤：<BVCR-207>     |
| 6th  | 2012年11月7日                          | REVOLUTION        | 42位     | 初回限定盤：<UPCH-9792> 通常盤：<UPCH-1899>     |
| 7th  | 2013年12月18日                         | TO THE FUTURE     | 73位     | <UPCH-1950>                                     |
| 8th  | 2018年2月14日                          | Moshi Moseamo?    | 92位     | 初回限定盤：<OTCD-6360X> 通常盤：<OTCD-6360>    |
| 9th  | 2019年2月20日                          | Glory             | 90位     | 初回限定盤：<OTCD-6360X> 通常盤：<OTCD-6360>    |
| 10th | 2019年10月9日                          | Wave My Flag      | 57位     | 初回限定盤：<BVCL-1003/4> 通常盤：<BVCL-1005>   |
| 11th | 2021年3月6日                           | NORA              | 位       | 初回限定盤：& > 通常盤：& >                     |

#### ミニ・アルバム
| 枚  | リリース日     | タイトル | 最高順位 | 型番       |
| --- | -------------- | -------- | -------- | ---------- |
| 1st | 2010年12月15日 | 5♥WOMEN  | 44位     | <BVCL-147> |
| 2nd | 2011年7月27日  | ONE LIFE | 42位     | <BVCL-232> |

#### ベスト・アルバム
| 枚  | リリース日    | タイトル      | 最高順位 | 型番                                                                                              |
| --- | ------------- | ------------- | -------- | ------------------------------------------------------------------------------------------------- |
| 1st | 2009年10月7日 | Best Of SEAMO | 4位      | クリップ集DVD付初回生産限定盤：<BVCL30/1> ツアーDVD付初回生産限定盤：<BVCL32/3> 通常盤：<BVCL-34> |
| 2nd | 2011年8月24日 | コラボ伝説    | 38位     | DVD付初回限定盤：<BVCL244/6> 通常盤：<BVCL-247/8>                                                 |
| 3rd | 2020年1月22日 | PERFECT SEAMO | 50位     | 初回生産限定盤：<BVCL-1035/7> 通常盤：<BVCL-1038>                                                 |

#### コレクション・アルバム
| 枚  | リリース日    | タイトル             | 最高順位 | 型番                                                                      |
| --- | ------------- | -------------------- | -------- | ------------------------------------------------------------------------- |
| 1st | 2008年6月18日 | Stock Delivery       | 20位     | 初回限定シンプル盤（ブックレット無し）：<BVCR-18131> 通常盤：<BVCR-17064> |
| 2nd | 2014年1月22日 | LOVE SONG COLLECTION | 54位     | DVD付初回限定盤：<UPCH-9911> 通常盤：<UPCH-1960>                          |

#### コラボ・アルバム
| 枚  | リリース日   | タイトル                      | 最高順位 | 型番       |
| --- | ------------ | ----------------------------- | -------- | ---------- |
| 1st | 2016年2月3日 | THE SAME AS YOU / SEAMO & AZU | 82位     | <BVCL-695> |

### DVD

#### PVクリップ集
| 枚  | リリース日    | タイトル                                    | 最高順位 | 型番         |
| --- | ------------- | ------------------------------------------- | -------- | ------------ |
| 1st | 2009年1月21日 | SEAMO ON DEMAND 〜perfect clip collection〜 | 3位      | <BVBR-11119> |

#### ライブDVD
| 枚  | リリース日    | タイトル                                                                              | 最高順位 | 型番         |
| --- | ------------- | ------------------------------------------------------------------------------------- | -------- | ------------ |
| 1st | 2008年4月23日 | SEAMO Round About Tour 〜2008年 シーモ半期 珍プレー好プレー大賞〜 Final at 日本武道館 | 25位     | <BVBR-11104> |

### 参加作品

#### フィーチャリング
シーモネーター名義
1. nobodyknows「nobody knows2」（2001年5月5日発売）
  - 4.二十一世紀旗手 feat シーモネーター、ガリガリ亡者、ヤス一番?
2. HOME MADE 家族「毎日が映画のようなヒトコマ～Life is Beautiful～」（2002年7月31日発売）
  - 8.WHO’S DA エンターテーナー？featuring シーモネーター（fromシーモネーター＆DJ TAKI-SHIT）
3. ミニ塾「SMALL WORLD」（2002年9月19日発売）
  - 「ミニ塾。feat. 塾長」名義。トリカブトのSMALLEST、KICK THE CAN CREWのLITTLE、HOME MADE 家族のMICROによる低身長ユニット。SEAMOは塾長として参加。
4. 闇アガリ「ADVIBES」（2003年4月9日発売）
  - 4.狼
5. L.L.COOL J太郎「プッチRADIO」（2003年4月25日発売）
  - 4.Radio feat.シーモネーター&ダースレイダー
  - 5.I NEED LOVE feat.シーモネーター&ダースレイダー
6. オナニーマシーン「恋のABC／家出」（2003年9月10日発売）
  - 「オナニーマシーン&シーモネーター」名義。
7. 電撃チョモランマ隊「☆Bunny POP☆ feat．シーモネーター」（2003年10月15日発売）
8. BENNIE K「ザ・ベニーケー・ショウ」（2004年5月8日発売）
  - 2.天狗 vs 弁慶 feat.シーモネーター

SEAMO名義
1. BENNIE K「Japana-rhythm」（2005年11月9日発売）
  - 14.a love story/BENNIE K with SEAMO
  - 「SEAMO with BENNIE K」名義でのコラボ曲のBENNIE Kバージョン。
  - このアルバムにおいては「冬」の曲とされている。
2. 天上智喜「The Club」 <RZCD-45333>（2006年3月8日発売）
  - The Club / 天上智喜 feat. SEAMO
3. Ukatrats FC「Win and Shine」 <KFCD-10004>　（2006年5月24日発売）
  - 最高順位48位
  - ウイニングイレブンのファンであるm-floの☆Taku Takahashi等を中心としたUkatrats FCに参加。
4. 中林芽依「Fallin' in or Not feat.SEAMO」 <UPCI-5039>（2006年9月27日発売）
  - 最高順位159位
5. MONKEY MAJIK + SEAMO「卒業、そして未来へ。」（2007年3月14日発売）
  - 卒業、そして未来へ。
  - MONKEY MAJIKコラボレーションシングル3部作第二弾。
6. HOME MADE 家族「FAMILIA」（2007年3月14日発売）
  - 5.fantastic 3 feat. SEAMO
7. 手裏剣ジェット「空色reflect」（2007年7月18日発売）
  - 2.こころオリジナル feat. SEAMO
8. カルテット「L.I.F.E.」（2007年9月19日発売）
  - 5.僕はここにいる feat. SEAMO
9. SOFFet「NEW STANDARD」（2008年2月27日発売）
  - 4.恋唄 with SEAMO
10. 和田アキ子「わだ家」（2008年4月23日発売）
  - 6.素直になりたい feat. SEAMO
  - 和田アキ子に楽曲を提供したナンバー。自身の9thシングル「MOTHER」に別バージョンが収録。
11. AZU「時間よ止まれ feat. SEAMO」（2008年7月2日発売）
  - 初登場27位
  - 「心の声」以来のコラボ曲。
12. YA-KYIM「君がいるだけで/さぁ行こう!」（2008年12月3日発売）
  - 2.さぁ行こう! / YA-KYIM respects SEAMO
13. モンハン音楽部「MONSTER HUNTER 5th ANNIVERSARY」（2009年9月30日発売）
  - 1.おかえり（書き下ろし）
14. Spontania「コラボレーションズ BEST」（2009年11月18日発売）
  - 2.Be With Me feat. SEAMO
15. Tiara「キミがおしえてくれた事 feat. SEAMO」（2010年1月27日発売）
16. HOME MADE家族「CIRCLE」（2010年3月3日発売）
  - 11.ムチャぶりキング feat. SEAMO
17. AZU「Two of Us」（2010年3月17日発売）
  - 12.おねがい! AZU子先生 feat. SEAMOくん
18. MEGARYU「LOVE A LOVE feat. SEAMO/メロディーのようなLIFE feat. Metis」（2010年5月5日発売）
  - 1.LOVE A LOVE feat. SEAMO
19. miCKun「D.N.A」（2011年1月12日発売）
  - 8.恋の花咲かせナイト★フィーバー feat. SEAMO & Missing Link
20. 紗羅マリー「バレンタイン大作戦 feat. SEAMO」（2011年2月9日発売）
  - 「クリスマス大作戦 feat. 紗羅マリー」の続編。
21. AZU「AZyoU」（2011年2月23日発売）
  - 10.AKS99 feat. SEAMO & KG
22. Miss Monday「&U」（2011年7月13日発売）
  - 10.マタアイマショウ in respect for SEAMO
  - 大ヒット曲「マタアイマショウ」のアンサーソングを、SEAMO本人を招いて作品化した。
23. 童子-T「12 Love Stories 2」（2011年11月30日発売）
  - 4.あなたしか見えなかった feat. SEAMO, ICONIQ
24. セカイイチ「The Band」（2012年3月21日発売）
  - 8.Night and Daylight feat. SEAMO
25. CHIHIRO「C is」（2012年8月29日発売）
  - 3.どんなに離れても feat. SEAMO
26. 傳田真央「MENZ Collaboration」（2012年9月5日発売）
  - 1.RESET with SEAMO
27. nobodyknows+「Let's Dance」（2013年 3月29日発売）
  - 2.Join Us (Remix) feat. SEAMO, KOOKAI, NAL, SAMON, with Yonesaki Junior High School
28. nobodyknows+「nobodyknows+ is dead?」（2013年 9月25日発売）
  - 12.HOLD MY HAND feat.HOME MADE 家族,SEAMO
  - 2011年8月31日に配信限定チャリティーシングルとしてHOLD MY HAND(HOME MADE 家族,nobodyknows+,SEAMO名義)をリリースしたのをCD化
29. HOME MADE 家族「ハシリツヅケル」（2013年10月23日発売）
  - 4.N.A.M.A. (Remix) feat.SEAMO
30. DJ Deckstream「DRESS CODE」（2014年12月10日発売）
  - 5. Most Beautiful In The World feat. SEAMO & D.O
31. AZU「Co.Lab」（2015年1月14日発売）
  - 8. YMD♡ Co. SEAMO
32. DJ SANCON「Music has no borders」（2017年2月15日発売）
  - 3. Pray Back feat. SEAMO, KURO from HOME MADE 家族
33. ONE☆DRAFT「ENDRUN」（2017年12月20日発売）
  - 10. 傾奇炎II feat. KLUTCH（ET-KING）, コブラJP（FANTAGROUP）, ヤス一番？（nobodyknows+）, GooF（SOFFet）, SEAMO, YOPPY（エイジアエンジニア）
34. Cool-X「My Friend feat. SEAMO」（2020年11月4日発売）
  - 1. My Friend feat. SEAMO
35. iamSHUM「Next Level(s) 」（2021年6月23日発売）
  - 4. 誰でもなれるピカソ ft.SEAMO
  - 配信限定
36. OMOIYA RELAY 「Each one Teach one feat. BANTY FOOT, SOCKS, NEO HERO, RIKU, SEAMO, KURO, MEGAHORN, Crystal Boy, 村屋光ニ」（2023年11月29日発売）
  - 1. Each one Teach one feat. BANTY FOOT, SOCKS, NEO HERO, RIKU, SEAMO, KURO, MEGAHORN, Crystal Boy, 村屋光ニ
37. 平野莉玖 「Cry Baby feat.SEAMO」（2024年10月30日発売）
  - 1. Cry Baby feat.SEAMO
  - 配信限定
  - 大ヒット曲「Cry Baby」のカバーソングを、SEAMO本人を招いて作品化した。

#### コンピレーション
シーモネーター名義
1. PUFFY「MARCHING PUFFY 」（2003年11月26日発売）
  - 2.愛のしるし
  - PUFFYのトリビュートアルバム
  - シーモネーター featuring BUMBASTICKS名義。
2. オムニバス「KRUSH GROOVE 〜HOME PARTY〜」（2004年7月4日発売）
  - 2.淫美テーション / BEAT★NATURE feat.シーモネーター

SEAMO名義
1. オムニバス「WE LOVE WE」（2006年6月14日発売）　
  - 12.Champion Road
  - 後に自身の2ndアルバム「Live Goes On」にも収録された。
2. オムニバス「swing presents...Peace from Central Japan」 <BVCR-14030> （2006年6月28日発売）
  - 1.Make it? Naked? / "E"qual（M.O.S.A.D.）×SEAMO
  - 6.Mo' Money / GANXSTA CUE(from PHOBIA OF THUG)×SEAMO
  - 9.Street Life / MR.OZ(from PHOBIA OF THUG)×SEAMO
  - 11.全然余裕じゃん！ / Groove Brothers featuring SEAMO
  - 14.One Peace / Pieces from Central Japan
  - 最高順位205位
  - 名古屋を拠点に活動中のアーティスト達が、メジャー、インディーズの垣根を越え集結。
  - HIPHOP中心で、他参加アーティストにはCRYSTAL BOY、ヤス一番（Nobodyknows+）、"E"qual(M.O.S.A.D.),AK-69等、來々、machaco、ANTY the 紅乃壱が参加。
3. オムニバス「さだまさしトリビュート さだのうた」（2008年10月22日発売）
  - 2.そばに〜たいせつなひと〜
  - 後に自身の4thアルバム「SCRAP & BUILD」にも収録された。
4. オムニバス「BEAT CONNECTION」（2010年10月27日発売）
  - (DISC-2) 1.ラヴィン・ユー / 清水翔太、Crystal Kay、Mummy-D、SEAMO、童子-T
5. オムニバス「アイのうた WINTER REMIX」（2010年12月1日発売）
  - 6.時間よ止まれ feat. SEAMO -LADY BiRD Winter Remix- / AZU
6. オムニバス「TRF TRIBUTE ALBUM BEST」（2013年3月13日発売）
  - 14.寒い夜だから…(オーバードライブRemix)
  - 後に自身のコレクションアルバム「LOVE SONG COLLECTION」にも収録された。

### 楽曲提供
1. NEWS
  - シングル「Happy Birthday」（2008年10月1日発売）
    - 1.Happy Birthday
後に自身のコレクションアルバム「LOVE SONG COLLECTION」でセルフカヴァーする。
2. 藤井フミヤ
  - アルバム「F's シネマ」（2008年9月30日発売）
    - 9.君のために
後に自身のミニアルバム「ONE LIFE」でオリジナルのアレンジを加えてセルフカヴァーした。
3. チームしゃちほこ
  - シングル「首都移転計画」（2013年6月19日発売）
    - 1.首都移転計画

  - ミニアルバム「ええじゃないか」（2015年10月28日発売）
    - 1.J.A.N.A.I.C.A.（作詞のみ）

  - シングル「ULTRA 超 MIRACLE SUPER VERY POWER BALL」（2016年8月3日発売）
    - 2.最上級の愛の言葉
4. TEAM SHACHI
  - アルバム「TEAM SHACHI」（2019年2月13日発売）
    - 7.シャッチーチャンス
マジ感謝盤のみ収録

  - 収録未定（2023年4月7日YOUTUBEにて発表）
    - NEO首都移転計画
5. 劇団ヘラクレスの掟
  - 配信シングル「THE LAST HERO」（2017年11月22日発売）
    - 1.THE LAST HERO
6. Vipera
  - シングル「俺またやっちまった」（2018年2月7日発売）
    - 1.俺またやっちまった
7. 東京女子流
  - シングル「光るよ/ Reborn」（2019年2月27日発売）
    - 2.Reborn（作詞のみ）
8. Bad Ass Temple
  - 単行本漫画「ヒプノシスマイク -Division Rap Battle- side D.H & B.A.T 第3巻限定版特典CD」（2021年3月17日発売）
    - 1.R.I.P. / Bad Ass Temple（作詞のみ）
2022年6月15日発売アルバム ヒプノシスマイク「CROSS A LINE（初回限定盤 DISC 2）」にも収録
9. Bad Ass Temple
  - シングル「Bad Ass Temple -戒定慧-」（2022年9月2日発売）
    - 1.Young Gun of The Sun / 波羅夷空却

### 未音源化曲
1. ペヤングビート
  - ライブで披露した曲。
2. ピザ 田中 棒々鶏
  - BeeTV春の新キャンペーン駅篇CMソング。
  - 映画「戦場にかける橋」テーマ曲「クワイ河マーチ」の替え歌。

## 執筆

### 著書
1. 続けてきただけ～SEAMOの言葉（2008年6月18日）
2. ラップの言葉　（2010年）
  - 日本語ラッパーにリリックについてインタビューする書籍。ラッパーの一人として、歌詞の書き方などを話している。

## タイアップ一覧
| 楽曲                                   | タイアップ |
| -------------------------------------- | --- |
| 関白                                   | 日本テレビ系『音楽戦士 MUSIC FIGHTER』2005年3月度テーマ                                                                   |
| DRIVE                                  | 中京テレビ・日本テレビ系『サルヂエ』エンディングテーマ/中京テレビ・日本テレビ系『少年チャンプル』エンディングテーマ       |
| マタアイマショウ                       | テレビ朝日系『ビートたけしのTVタックル』エンディングテーマ/オリジナル短編アニメーション『東京マーブルチョコレート』主題歌 |
| Cry Baby                               | 映画『クレヨンしんちゃん 嵐を呼ぶ 歌うケツだけ爆弾!』主題歌                                                               |
| Rising Dragon feat. 2BACKKA            | CBC『ザ・プロ野球 燃えよドラゴンズ!』2007年度テーマ曲                                                                     |
| 軌跡                                   | フジテレビ系『ウチくる!?』エンディングテーマ                                                                              |
| From Now                               | 読売テレビ・日本テレビ系『秘密のケンミンSHOW』エンディングテーマ                                                          |
| Hey Boy, Hey Girl feat. BoA            | TBS系列『あらびき団』エンディングテーマ                                                                                   |
| 天狗〜祭りのテーマ〜                   | CBC『ザ・プロ野球 燃えよドラゴンズ!』2008年度テーマ曲                                                                     |
| MOTHER                                 | TBS系列『ランク王国』4・5月度オープニングテーマ                                                                           |
| funky teacher                          | カートゥーン・ネットワーク『クラス・オブ・ミュージック!』エンディングテーマ                                               |
| Honey Honey feat. AYUSE KOZUE          | TBS系アニメ『xxxHOLiC◆継』エンディングテーマ                                                                              |
| Brotherhood                            | 第55回さっぽろ夏まつりコラボレーションソング                                                                              |
| Continue                               | 読売テレビ・日本テレビ系ドラマ『夢をかなえるゾウ』主題歌                                                                  |
| やさしい風                             | グリコ・ポッキー・チョコレートSSTV Ver. CFソング                                                                          |
| Kiss Kiss Kiss feat. AZU & yukako      | テレビ朝日系『業界技術狩人 ギョーテック』1～3月度エンディングテーマ                                                       |
| GO!!                                   | CBC『ザ・プロ野球 燃えよドラゴンズ!』2009年度テーマ曲                                                                     |
| 不景気なんてぶっとばせ!!               | マイクロソフト『Xbox 360』夏のキャンペーンソング/日本テレビ系『江川×堀尾のSUPERうるぐす』テーマソング                     |
| My ANSWER                              | テレビ東京系アニメ『NARUTO -ナルト- 疾風伝』エンディングテーマ                                                            |
| Lost Boy                               | テレビ朝日系アニメ『怪談レストラン』主題歌                                                                                |
| 零-ZERO-                               | テレビ東京系『柔道グランドスラム東京2009』中継テーマソング                                                                |
| 海へいこう                             | フジテレビ系ドラマ『もやしもん』エンディングテーマ                                                                        |
| My Style is the Best                   | 洋服の青山｢清涼フォーマルスーツ｣CMソング                                                                                  |
| クリスマス大作戦 feat. 紗羅マリー      | TBS系列『CDTV』12月度オープニングテーマ/「2010 ららぽーと Colorful Xmas」CMソング                                         |
| ピザ 田中 棒々鶏                       | BeeTV春の新キャンペーン駅篇CMソング                                                                                       |
| ワン☆ダフル                            | 映画『犬飼さんちの犬』主題歌                                                                                              |
| 君に1日1回「好き」と言う               | 毎日放送系ドラマ『RUN60』主題歌                                                                                           |
| 汚れた翼で                             | TBS系列『王様のブランチ』8・9月度エンディングテーマ                                                                       |
| TREASURE                               | テレビ新広島『わんぱく大作戦』テーマソング                                                                                |
| 未来への種                             | 第3回NHK・民放連共同ラジオキャンペーン in 名古屋「RADIO CAMPAIGN IN 名古屋 ＼ラジオ きいてみた／」キャンペーン・ソング    |
| NO.1                                   | CBC『サンデードラゴンズ』テーマソング                                                                                     |
| Anywhere Door / SEAMO & AZU            | 天神地下街40周年TVCMソング                                                                                                |
| リアルありがとう                       | 中部エコサービスCMソング                                                                                                  |
| ON & 恩 / SEAMO×Crystal Boy×KURO×SOCKS | パチンコマリオンTVCMソング                                                                                                |
| 裸でどつきあい feat. May'n             | テレビアニメ『ぐらんぶる Season 2』エンディングテーマ                                                                     |

## 出演番組

### 主なテレビ出演
- 音楽戦士 MUSIC FIGHTER（2004年10月 - 2005年3月頃）不定期準レギュラー出演。さだまさしを訪問して「関白宣言」リメークの許諾を得たり、キングコングの梶原雄太と楽曲を競作する企画があった。
- めざましテレビ（2006年6月19日）広人苑IIに出演
- ミュージックステーション
  - 2006年8月4日「ルパン・ザ・ファイヤー」をパフォーマンス
  - 2006年9月1日「マタアイマショウ」をパフォーマンス
  - 2008年5月9日「MOTHER」をパフォーマンス
  - 2008年10月17日）「Continue」をパフォーマンス
- トップランナー（2006年9月3日）シーモネーター時代の話から、自身の挫折、そして再デビューまでを語った
- COUNT DOWN TV
  - 2006年10月7日「マタアイマショウ」をパフォーマンス
  - 2008年5月11日）「MOTHER」をパフォーマンス
- NHK紅白歌合戦（2006年12月31日）「ルパン・ザ・ファイヤー」、「マタアイマショウ」をパフォーマンス
- MUSIC JAPAN
  - 2008年5月9日「MOTHER」をパフォーマンス
  - 2008年10月16日「Continue」をパフォーマンス
- 音楽戦士 MUSIC FIGHTER（2008年10月18日）「Continue」をパフォーマンス
- COUNT DOWN TV 年越しライヴ（2008年12月31日 - 2009年1月1日）「ルパンザファイアー」、「MOTHER」をパフォーマンス
- COUNT DOWN TV（2011年4月3日）「約束」をパフォーマンス
- サタテン(NHK名古屋)（2011年4月15日）「Lost Boy」、「MOTHER」をパフォーマンス
- ドラマ「視覚探偵 日暮旅人」（日本テレビ系列） - 吉見まさお 役（ゲスト出演）
- 翔べ!工業高校マーチングバンド部〜泣き虫先生が僕らに教えてくれたこと〜（2020年4月4日、中京テレビ） - エアポートウォーク名古屋でのイベントのMC役

### ラジオ
- シーモネーターとDJ TAKI-SHITのオールナイトニッポンR（2002年10月 - 2003年3月）
- 「シーモネーター&You-Geeの天狗ナイトロング」（東海ラジオ、火曜日25:00 - （終了））
- 「シーモネーター&MICROの天狗ナイト家族」（東海ラジオ、火曜日25:00 - （終了））
- 「SEAMOのA天狗ショープリーズ」（K-MIX、火曜日20:30 -  / 岐阜FM、水曜19:30 -  / 《末期》土曜日24:30 - （終了））岐阜FMは後継番組として「SEAMOの合格！天狗ゼミナール」を同時刻をネットしている。
- 「FREE STYLER」（ZIP-FM、土曜日25:40 - （「Fri.Master内」））
- 「MUSIC FLAVER」（Date fm、土曜日20:00 - ）
- 「SUNMALL LIVE ON RADIO」（HFM、土曜日18:00 - ）準レギュラー
- 「杉本清のK-BAR」（TOKYO FM、金曜日19:30 - ）レギュラーではないがサブレギュラー扱いになっている。この番組では「杉本シーモ」と名乗っており、番組ジングルも彼が手がけている。2006年3月24日の放送ではドバイワールドカップの取材に出かけた杉本清、6月23日の放送ではワールドカップの取材に出かけた藤丸由華のピンチヒッターでパーソナリティを担当した。8月はほぼ毎週レース予想のメールを送り、12月23日の放送でも第51回有馬記念の予想メールを送っていた。
- 「SEAMOの合格!天狗ゼミナール」（JFNCファイル配信）
- TOKAIRADIO × TSUTAYA LIFESTYLE MUSIC 929（東海ラジオ放送、2015年10月 - ）金曜日パーソナリティ[17]。
- 「JOYFUL」（ZIP-FM、金曜日13:00 - ）ナビゲーター[注 2]

## 出演イベント
- COUNTDOWN JAPAN
  - 06/07
  - 07/08
  - 08/09
  - 12/13
- ROCK IN JAPAN FESTIVAL
  - 2007
  - 2008（初のグラスステージ出演）
  - 2009
  - 2010
- SUMMER SONIC
  - 2007

## 関連人物
現在も交流のある人物 
- 童子-T
- セカイイチ
- DJ shuuz
- KREVA
- AZU
- RIP SLYME
- Tiara
- ONE☆DRAFT
- MONKEY MAJIK
- HOME MADE 家族
- PES
- CLIFF EDGE
- 西野カナ
- Def Tech
- Little Glee Monster
- 鈴木愛理
- CHIHIRO
- nobodyknows+
- RHYMESTER
- BRIDGET
- ET-KING
- MEGARYU
- AYUSE KOZUE
- yukako
- 紗羅マリー
- miray
- Metis
- カルテット
- 手裏剣ジェット
- 鈴木マリナ
- "E"qual（M.O.S.A.D.）
- BENNIE K
- Spontania
- 九州男
- キマグレン
- YA-KYIM
- MASH
- KAME&L.N.K
- SOFFet
- 2BACKKA
- SOUL'd OUT
- mihimaru GT
- スガシカオ
- 逗子三兄弟
- さだまさし
- SPYAIR
- Sonar Pocket
- BLADe
- ファンキー加藤
- あぬえぬえ∞ぶれいん

## かつて交流のあった人物
- DJ TAKI-SHIT
- SUNDAY（天上智喜）
- 土屋アンナ
- TOKONA-X（M.O.S.A.D.）
- RYO（ケツメイシ）
- BoA
- 加藤ミリヤ
- オナニーマシーン
- Kylee
- May J.
- スキマスイッチ
- 天上智喜
- 板野友美
- 青山テルマ
- CHEMISTRY
- 清水翔太
- Crystal Kay
- May'n
- 植村花菜
- Panicrew
- スケボーキング
- トリカブト (ユニット)
- ダースレイダー
- GAGLE
- LITTLE（KICK THE CAN CREW）
- GAKU-MC（EAST END）
- TARO SOUL
- 傳田真央
- FUNKY MONKEY BABYS
- 和田アキ子
- いきものがかり
- Base Ball Bear
- ケツメイシ
- 谷村奈南